# Koum Kouat aus Korfu
Koum Kouat aus Korfu (griechisch κερκυραϊκό κουμ κουάτ kerkyraiko koum kouat) ist eine geschützte Herkunftsbezeichnung für einen Likör aus Kumquats von der griechischen Insel Korfu.
Der Likör wird aus dem Fruchtextrakt gewonnen und mit verschiedenen Kräutern verfeinert. Er gilt als milder Likör mit süß fruchtigem Geschmack („Orangen und Erdbeeren ähnelnd“) und enthält 20–25 % Alkohol. Der Likör wird vorwiegend pur oder auf Eis getrunken, findet sich aber auch in der einheimischen Küche wieder, wo er häufig zum Verfeinern von Süß- und Nachspeisen genutzt wird.

## Info
Wann genau die Kumquat auf Korfu kultiviert wurde, dazu gibt es verschiedene Angaben. Der Legende nach brachte ein britischer Botaniker in den Jahren um 1846 – 1860 die Frucht aus dem asiatischen Raum auf die Insel. Vorwiegend im nördlichen Teil der Insel wird die Frucht heutzutage angebaut. Bei einer jährlichen Ernte von etwa 140 Tonnen werden unter anderem Marmelade, Süßwaren und der Likör hergestellt, der in Deutschland auch bekannt ist als Kumquatlikör aus Korfu.